# Miguel Gustavo
Miguel Gustavo Werneck de Sousa Martins, conosciuto con lo pseudonimo del solo nome Miguel Gustavo (Rio de Janeiro, 24 marzo 1922 – Rio de Janeiro, 22 gennaio 1972) è stato un giornalista, conduttore radiofonico e compositore brasiliano, autore, nel 1961 della famosa canzone Brigitte Bardot, portata alla ribalta da Jorge Veiga.

## Biografia
Nato a Rio de Janeiro nel 1922, ha iniziato come disc-jockey per Radio Vera Cruz nel 1941 e si è distinto come compositore di jingle, oltre ad aver realizzato successi anche come compositore di samba e marcette. Ha continuato nel 1950 a comporre jingles, tra cui Casas da Banha, che ha suscitato polemiche per plagio dalla melodia "Gesù, la gioia degli uomini" di Johann Sebastian Bach.
Nel 1961 compone, con Jorge Veiga, il brano Brigitte Bardot. Per i Mondiali di calcio del 1970 in Messico compose l'inno Pra Frente Brasil  e la melodia divenne un simbolo della Seleção. Nello stesso anno compone il brano A saia, ispirato a Miriam Batucada.; 
Muore nel 1972 e viene sepolto nel cimitero di Caju, nella città di Rio de Janeiro.

## Vita privata
Miguel Gustavo è stato sposato con la collega conduttrice radiofonica Sagramor de Scuvero Brandão. Assieme hanno avuto due figlie: Ana Maria e Maria Lúcia.

## Altre canzoni
- 1952: Baião das Mulheres, Miguel Gustavo e João S. Guimarães
- 1953: Baião do Chofer, Miguel Gustavo
- 1956: A Dança Do Didu, Miguel Gustavo
- 1956: Boate Tra La Lá, Miguel Gustavo
- 1957: A Dança do Bidú, Miguel Gustavo
- 1957: A Fúria Louca de Jean Pouchard, Miguel Gustavo
- 1957: A Menina Canta, Miguel Gustavo
- 1957: Bem Vindo Seja, Miguel Gustavo
- 1958: Brabuletas de Brasília, Miguel Gustavo, Altamiro Carrilho e Carrapicho
- 1959: Baião Triste, Altamiro Carrilho e Miguel Gustavo
- 1962: Bacardy Chá-chá-chá, Miguel Gustavo
- 1970: Bloco Da Lua, Luiz Reis e Miguel Gustavo
- 1970: Brasil Eu Adoro Você, Miguel Gustavo